# Ворст (Ауде-Ейсселстрек)
Ворст (нід. Voorst) — селище в нідерландській провінції Гелдерланд. Входить до муніципалітету Ауде-Ейсселстрек. Перша згадка про селище датується 1329 роком.